# Spooky & Sue

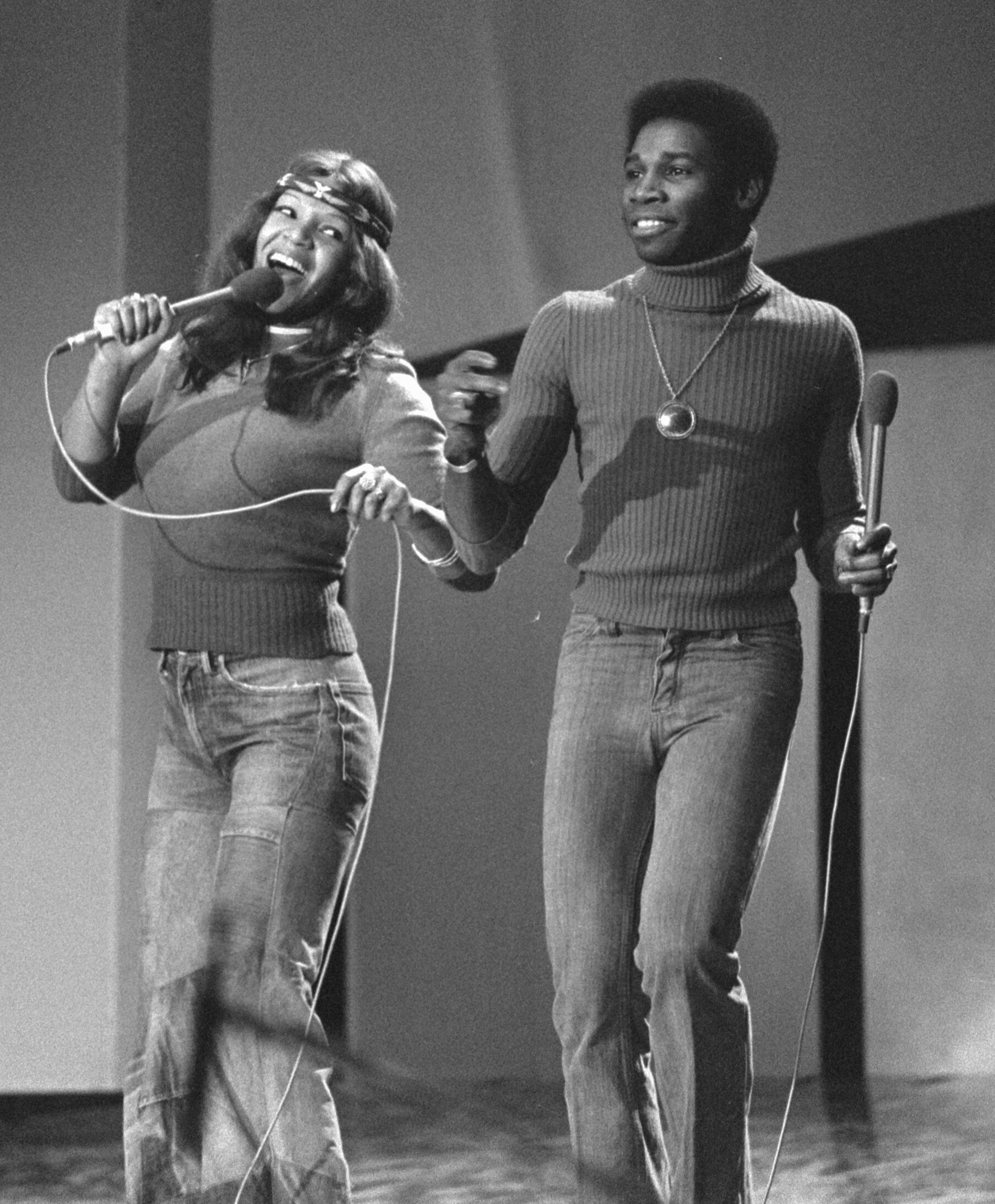
Spooky & Sue (1976)

Spooky & Sue ist ein Gesangsduo, bestehend aus Iwan Groeneveld (* 1946 auf Aruba) und Sue Chaloner (* 12. März 1953 in London; † 1. April 2024). Ihre größte Popularität genossen sie in den Niederlanden zwischen 1970 und 1977. Sie nahmen am Nationaal Songfestival 1976 teil.

## Musik
Das erste erfolgreiche Lied war 1974 eine rockig-bluesige Adaption des ursprünglichen Filmsongs Swinging on a Star von Bing Crosby aus Der Weg zum Glück (1944). Jimmy Van Heusen war der Komponist; Johnny Burke der Liedtexter. 1964 war Frank Sinatra mit diesem Lied erfolgreich. Es gibt darüber hinaus noch viele andere Interpreten.

## Diskografie
Singles

| Jahr | Titel Album        | Höchstplatzierung, Gesamtwochen, AuszeichnungChartsChartplatzierungen (Jahr, Titel, Album, Platzierungen, Wochen, Auszeichnungen, Anmerkungen) | Anmerkungen |
| Jahr | Titel Album        | NL | Anmerkungen |
| ---- | ------------------ | --- | ----------- |
| 1974 | Swinging On a Star | NL2 (16 Wo.)NL |             |
| 1975 | You Talk Too Much  | NL7 (8 Wo.)NL |             |
| 1975 | I’ve Got The Need  | NL8 (6 Wo.)NL |             |
| 1976 | Do You Dig It      | NL17 (5 Wo.)NL |             |